# Kimberley (Sydafrika)
 For alternative betydninger, se Kimberley. (Se også artikler, som begynder med Kimberley)
Kimberley er en by i Sydafrika med 210.800 indbyggere. Den er hovedstad i Nord-Kap provinsen.
Byen blev grundlagt efter at der i 1866 og 1871 blev fundet to store diamanter i området. Fundet i 1871 førte til at der kom et diamantrush og folk strømmede til området. Briterne var hurtige til at annektere området og gøre det til den britiske koloni Vest Griqualand. Boerne var stærkt utilfredse med dette, da de mente området burde høre til Oranjefristaten eftersom det lå mellem floderne Oranje og Vaal.